# Һ
Ha hay He (Shha trong Unicode) (Һ һ, chữ nghiêng: Һ һ) là một chữ cái trong bảng chữ cái Kirin. Hình dạng của nó có nguồn gốc từ dạng chữ thường của chữ Latin H (H h) hoặc chữ Kirin Che (Ч ч) bị lật ngược.
Trước đây, trong hầu hết các ngôn ngữ sử dụng chữ cái này, nó được gọi là "Ha". Sau này cái tên "Shha" xuất hiện khi nó được mã hóa trong Unicode, vì "Ha" đã được sử dụng bởi chữ Kirin Kha (Х х)
Shha thường đại diện cho âm /h/, giống như cách phát âm của ⟨h⟩ trong "hat". Nó được sử dụng trong bảng chữ cái của các ngôn ngữ sau:
| Ngôn ngữ    | Phát âm |
| ----------- | ------- |
| Azerbaijan  | /h/,/ħ/ |
| Bashkir     | /h/     |
| Buryat      | /h/     |
| Dolgan      | /h/     |
| Kalmyk      | /ɣ/     |
| Kazakh      | /h/     |
| Kildin Sami | /◌ʰ/    |
| Kurd        | /h/     |
| Tatar       | /h/     |
| Yakut       | /h/     |

## Mã máy tính
| Kí tự               | Һ                            | Һ                            | һ                          | һ                          |
| ------------------- | ---------------------------- | ---------------------------- | -------------------------- | -------------------------- |
| Tên Unicode         | CYRILLIC CAPITAL LETTER SHHA | CYRILLIC CAPITAL LETTER SHHA | CYRILLIC SMALL LETTER SHHA | CYRILLIC SMALL LETTER SHHA |
| Mã hóa ký tự        | decimal                      | hex                          | decimal                    | hex                        |
| Unicode             | 1210                         | U+04BA                       | 1211                       | U+04BB                     |
| UTF-8               | 210 186                      | D2 BA                        | 210 187                    | D2 BB                      |
| Tham chiếu ký tự số | &#1210;                      | &#x4BA;                      | &#1211;                    | &#x4BB;                    |